# رأسية (كرة القدم)

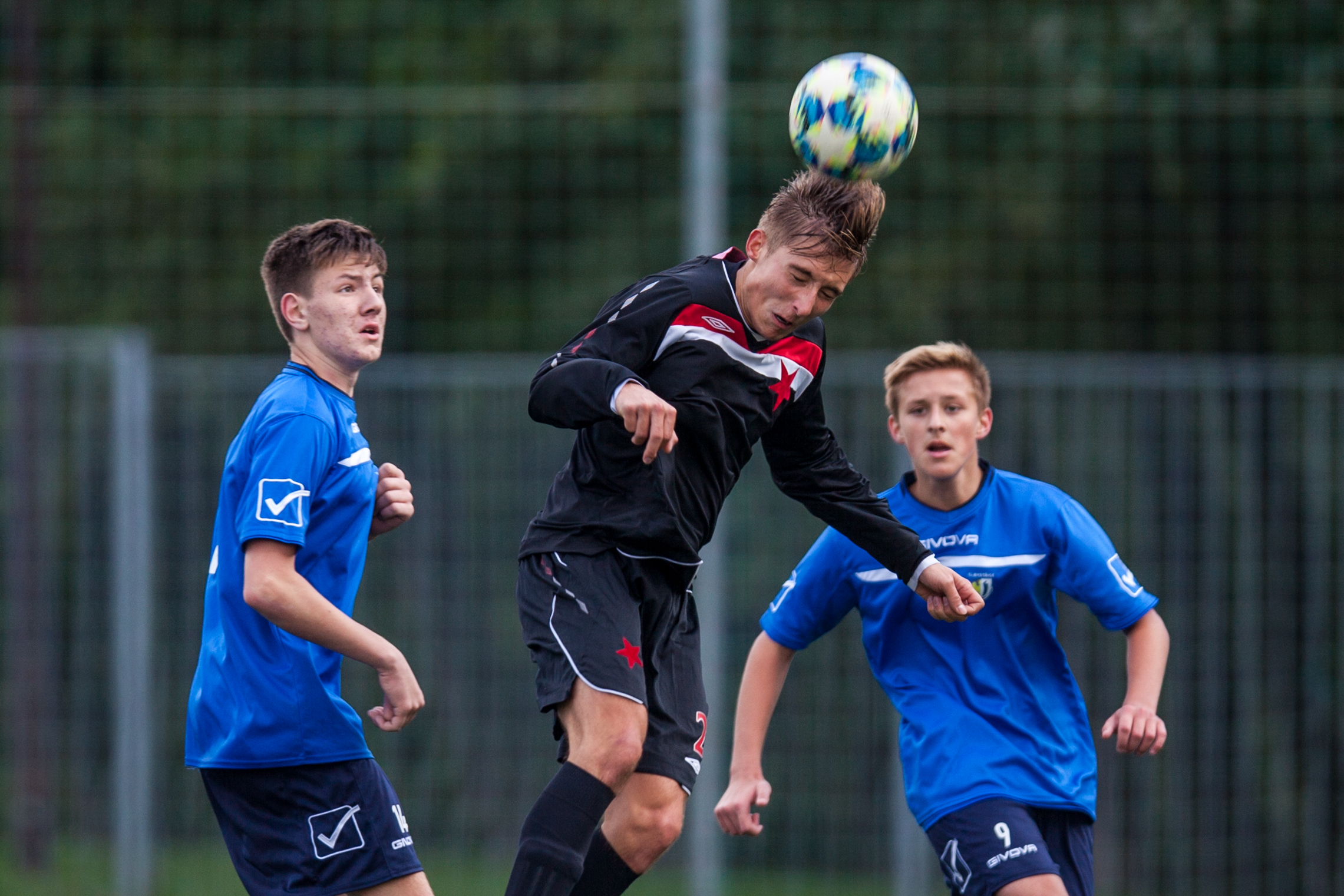

ضربة الرأس أو الضربة الرأسية هي طريقة في كرة القدم للسيطرة على الكرة باستخدام الرأس سواء لتمرير أو تسديد أو تشتيت الكرة، وهي شائعة الاستخدام ويستخدمها اللاعبون تقريبًا في كل مباراة.
خلال مباراة كرة القدم، يمكن للاعب أن يسدد الكرة بالرأس من ست إلى اثنتي عشرة مرة في المتوسط.